# Hutchinson (Kansas)
Hutchinson är en stad i Reno County i delstaten Kansas, USA med 40 787 invånare (2000). Hutchinson är administrativ huvudort (county seat) i Reno County.